# Спутники Нептуна
Спутники Нептуна — естественные спутники планеты Нептун. По состоянию на 2024 год известно 16 таких спутников.

## Название
В соответствии с установленной планетной номенклатурой спутники Нептуна получают названия из древнегреческой мифологии и древнеримской мифологии, связанные с Нептуном, Посейдоном или океанами. Нерегулярным спутникам присваиваются имена нереид.

## Тритон
Крупнейший спутник Нептуна Тритон был открыт английским астрономом Уильямом Ласселом 10 октября 1846 года, всего через 17 дней после открытия планеты. Название Тритон было предложено Камилем Фламмарионом в 1880 году, однако вплоть до середины XX века более употребительным было просто «спутник Нептуна» (второй спутник Нептуна был открыт только в 1949 году). Тритон — бог моря в греческой мифологии.

## Нереида
1 мая 1949 года американско-нидерландский астроном Джерард Койпер, используя 82-дюймовый рефлектор обсерватории Мак-Доналд, открыл второй спутник Нептуна — Нереиду. Спутник назван первооткрывателем в честь нереид — морских нимф из греческой мифологии, которые наряду с тритонами были компаньонами Нептуна. Спутник имеет самую вытянутую орбиту из всех «немелких» спутников планет. Её расстояние до Нептуна меняется от 1,4 до 9,7 млн км. Период обращения — 360 суток. Период вращения вокруг своей оси — 11,5 часа. «Вояджер-2» в 1989 году определил диаметр Нереиды — 340 км и её отражательную способность — 12 %. Масса спутника составляет 3,1⋅1019 кг. 

## Остальные спутники
В 1989 году по итогам анализа снимков «Вояджера-2» были открыты ещё шесть спутников Нептуна. Все они движутся по круговым орбитам в прямом направлении практически в плоскости экватора планеты. Самый удалённый от планеты спутник, получивший обозначение S/1989 N 1, был замечен Стивеном Синнотом в июле 1989 года на снимках, сделанных в середине июня. 3 августа 1989 года было сообщено об открытии ещё трёх спутников: S/1989 N 2, обнаруженного Г. Рейтсемой, У. Хаббардом, Л. Лебофски и О. Толеном, а также S/1989 N 3 и S/1989 N 4, описанных Синнотом. На фотографиях, сделанных в ходе последнего сближения «Вояджера» с Нептуном, Р. Террил заметил два внутренних спутника (S/1989 N 5 и S/1989 N 6). Названия для новых спутников были утверждены Генеральной ассамблеей МАС в июле 1991 года.
Пять из открытых в 1989 году спутников имеют периоды обращения меньше периода вращения планеты и поэтому на нептунианском небе восходят на западе и заходят на востоке; это также означает, что из-за гравитационного трения они рано или поздно упадут на Нептун.
- Протей (S/1989 N 1) — второй по величине спутник, он имеет неправильную форму со средним диаметром около 420 км. Он темнее Нереиды, и отражает всего 6 % падающего света. Протей имеет серый цвет; на его поверхности видны кратероподобные образования и трещины.
- Ларисса (S/1989 N 2) — тёмный объект неправильной формы размером 210×180 км, отражающий 5 % света. На нём видны несколько кратеров размерами 30—50 км. Неправильная форма Протея и Лариссы указывает на то, что на протяжении всей своей истории они оставались холодными глыбами льда. Радиусы орбит спутников 117,6 тыс. км и 74 тыс. км соответственно. Об остальных спутниках известно ещё меньше.
- Деспина (S/1989 N 3) и Галатея (S/1989 N 4) обращаются на расстояниях 62 тыс. км и 52 тыс. км, соответственно.
- Таласса (S/1989 N 5) обращается вокруг Нептуна за 7,5 часа на расстоянии 50 тыс. км.
- Наяда (S/1989 N 6), с периодом обращения 7,1 часа, имеет орбиту, заметно наклонённую к плоскости экватора Нептуна — на 4,5°.

В 2001 году Николай Горькавый и Т. А. Тайдакова сделали из своих расчётов 1995 года дополнительное предсказание о том, что самый внешний в то время спутник Нептуна Нереида является крупнейшим представителем прямых спутников в группе внешних спутников, которая будет состоять из смеси спутников с разным направлением обращения при доминировании числа обратных. 
В 2002—2003 годах было открыто ещё пять спутников Нептуна. Каждый из новооткрытых объектов имеет диаметр 30-60 км и нерегулярную, вытянутую орбиту с большим наклоном, находящуюся за пределами орбиты Нереиды. Период их обращения вокруг Нептуна составляет от 5 до 26 земных лет.
Три спутника были открыты 14 августа 2002 года Мэтью Холманом, Джоном Кавеларсом, Т. Гравом, У. Фрезнером и Д. Милисавлевичем с использованием инновационной технологии сложения астроснимков, полученных 4-метровым телескопом Бланко в Межамериканской обсерватории Серро-Тололо и 3,6-метровым телескопом Канада-Франция-Гавайи на Гавайских островах. Поскольку снимки были привязаны к положению планеты, звёзды на них выглядели чёрточками, а спутники — точками. Спутники получили обозначения S/2002 N 1, S/2002 N 2 и S/2002 N 3. В начале 2007 года они получили названия по именам нереид: Галимеда, Сао и Лаомедея. 
Ещё один спутник, обнаруженный Мэттом Холменом и Бреттом Глэдменом 14 августа 2002 года в Серро-Тололо, получил обозначение S/2002 N 4. Следующий внешний спутник был открыт 29 августа 2003 года Скоттом Шеппардом, Дэвидом Джуиттом, Дженом Клиной в обсерватории Мауна Кеа и получил временное обозначение S/2003 N 1. Этим спутникам также были присвоены имена нереид: Псамафа и Несо.
В 2013 году был открыт четырнадцатый спутник Нептуна — Гиппокамп. Он обращается вокруг Нептуна примерно за 23 часа между орбитами Лариссы и Протея. Большая полуось его орбиты составляет 105,3 тыс. км.
В 2024 году было объявлено об открытии двух новых спутников Нептуна — S/2021 N 1 и S/2002 N 5. Они были обнаружены в 2021 году астроном Скоттом Шеппардом и его командой, спутник S/2002 N 5 был первоначально открыт в 2002 года Мэттью Холманом и его командой, однако вскоре был потерян и больше не наблюдался до тех пор, пока не был повторно обнаружен Шеппардом. Так как спутники являются нерегулярными, то позже им будут присвоены имена нереид из древнегреческой мифологии. S/2021 N 1 является самым далёким спутником Нептуна, а также самым далёким спутником в Солнечной системе, совершая полный оборот вокруг Нептуна за 27 лет. Большая полуось S/2021 N 1 — 50,6 млн км.

## Некоторые параметры
| №        | Окончательный номер спутника     |
| Название | Собственное имя                  |
| Врем.    | Временное обозначение            |
| a        | Большая полуось в км             |
| e        | Эксцентриситет                   |
| i        | Наклонение к экватору в градусах |
| T        | Период обращения в днях          |
| D        | (Средний) диаметр в км           |
| M        | Масса в кг                       |
| Фото     | Фотоснимок                       |

| < 10 км | 10-30 км | 30-100 км | 101—300 км | 301—1000 км | >1000 км |

| №    | Название  | Врем.                 | a          | e       | i       | T        | D                     | M        | открыт    | Фото |
| ---- | --------- | --------------------- | ---------- | ------- | ------- | -------- | --------------------- | -------- | --------- | ---- |
| I    | Тритон    |                       | 354 800    | 0,00002 | 156,834 | 5,877    | 2707                  | 2,1⋅1022 | 1846      |      |
| II   | Нереида   |                       | 5 513 400  | 0,749   | 7,232   | 360,14   | 340                   | 3,1⋅1019 | 1949      |      |
| III  | Наяда     | S/1989 N 6            | 48 227     | 0,0004  | 4,746   | 0,294    | 67 (96 × 60 × 52)     | 1,9⋅1017 | 1989      |      |
| IV   | Таласса   | S/1989 N 5            | 50 075     | 0,0002  | 0,209   | 0,311    | 81 (104 × 100 × 52)   | 3,5⋅1017 | 1989      |      |
| V    | Деспина   | S/1989 N 3            | 52 526     | 0,0002  | 0,064   | 0,335    | 150 (180 × 148 × 128) | 2,1⋅1018 | 1989      |      |
| VI   | Галатея   | S/1989 N 4            | 61 953     | 0,00004 | 0,062   | 0,429    | 175 (204 × 184 × 144) | 2,1⋅1018 | 1989      |      |
| VII  | Ларисса   | S/1981 N 1 S/1989 N 2 | 73 548     | 0,0014  | 0,205   | 0,555    | 195 (216 × 204 × 168) | 4,9⋅1018 | 1981/1989 |      |
| VIII | Протей    | S/1989 N 1            | 117 647    | 0,0005  | 0,026   | 1,122    | 420 (440 × 416 × 404) | 5,0⋅1019 | 1989      |      |
| IX   | Галимеда  | S/2002 N 1            | 16 590 500 | 0,521   | 134,101 | 1879,8   | 48                    | 9,0⋅1016 | 2002      |      |
| X    | Несо      | S/2002 N 4            | 49 895 300 | 0,455   | 132,585 | 9794     | 60                    | 1,7⋅1017 | 2002      |      |
| XI   | Сао       | S/2002 N 2            | 22 239 900 | 0,296   | 48,511  | 2919,4   | 44                    | 6,7⋅1016 | 2002      |      |
| XII  | Лаомедея  | S/2002 N 3            | 23 499 900 | 0,419   | 34,741  | 3176,1   | 42                    | 5,8⋅1016 | 2002      |      |
| XIII | Псамафа   | S/2003 N 1            | 47 615 100 | 0,414   | 137,39  | 9149,5   | 28                    | 1,5⋅1016 | 2003      |      |
| XIV  | Гиппокамп | S/2004 N 1            | 105 300    | 0,001   | 0       | 0,95     | 18                    | 2,2⋅1016 | 2013      |      |
|      |           | S/2002 N 5            | 23 365 200 | 0,5477  | 42,133  | 3141,26  | 23                    | 3,0⋅1016 | 2002/2021 |      |
|      |           | S/2021 N 1            | 50 623 600 | 0,4409  | 134,459 | 10017,93 | 14                    | 0,8⋅1016 | 2021      |      |